# 조후비행장

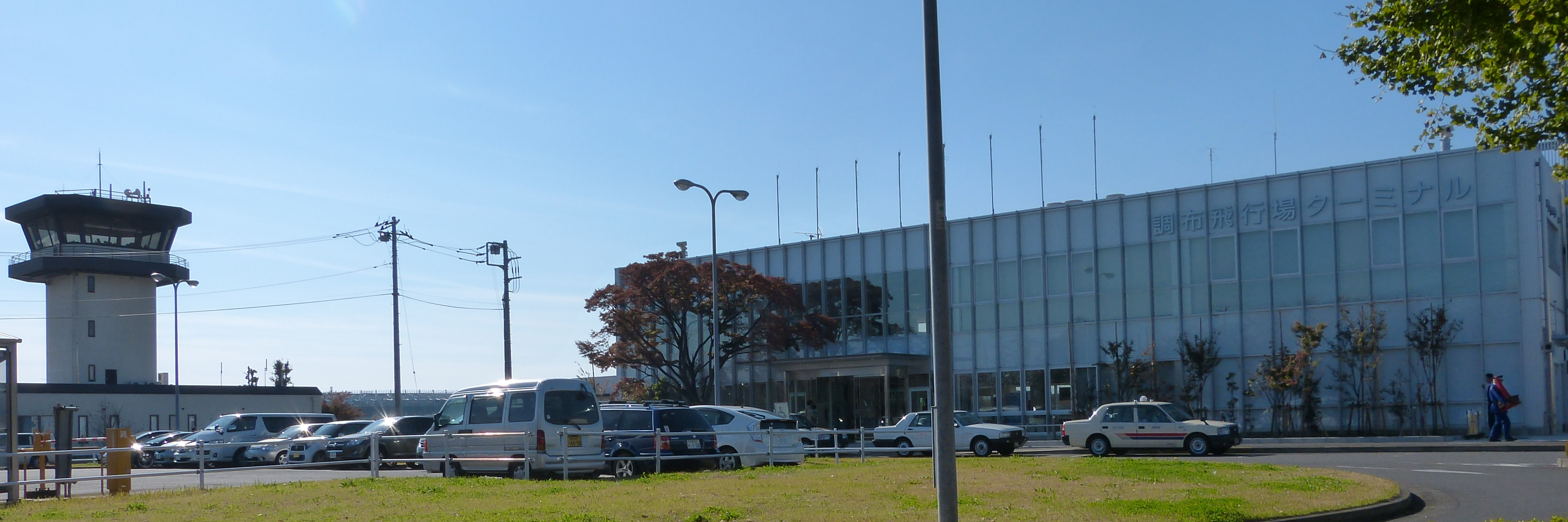

조후비행장(일본어: 調布飛行場, Chōfu Airport, ICAO: RJTF)은 도쿄도 중심에서 서쪽의 일본 조후시에서 북서쪽으로 1.2해리(2.2킬로미터) 떨어진 곳에 위치한 공항으로 신츄오항공의 허브 공항으로 사용되고 있다.

## 특징
1938년 건설 계획이 세워진 이후 1939년 공사가 시작된 뒤 1941년 개항했고 현재는 활주로 2개가 있으며 그 중 하나는 1000미터, 나머지 하나는 675미터이다.

## 운항 노선

### 국내선
| 항공사      | 목적지                       |
| ----------- | ---------------------------- |
| 신추오 항공 | 오시마, 고즈시마, 미야케지마 |